# 20 Batalion Budowlany
20 Batalion Budowlany  – jednostka służby kwaterunkowo-budowlanej Wojska Polskiego.
Batalion sformowany został w 1952 roku w Oleśnicy, według etatu 19/20. Utrzymywany był poza normą wojska. 
Jednostka podlegała szefowi Zarządu Budownictwa Wojskowego Nr 4. W sierpniu 1952 roku, będąc już w podporządkowaniu dowódcy 4 Brygady Budowlanej, 20 bbud przeformowany został na etaty 19/30, o stanie 863 wojskowych i 2 cywili.
Z końcem 1953 roku 20 batalion budowlany, stacjonujący w Wołowie, został rozformowany, a jego stan osobowy zasilił 12 batalion budowlany.